# Jeu de tric-trac
Jeu de tric-trac est un tableau réalisé par la peintre néerlandaise Judith Leyster vers 1631. Cette huile sur panneau de format vertical est une scène de genre qui représente deux hommes chapeautés et une femme fumant la pipe engagés dans une partie de trictrac à la lumière d'une lampe à huile. Depuis un don en 1983, l'œuvre est conservée au Worcester Art Museum, à Worcester, dans le Massachusetts, aux États-Unis.